# Verlagshaus Römerweg
Das Verlagshaus Römerweg ist eine seit 2014 bestehende Verlagsgruppe mit Sitz in Wiesbaden. Zum Verlagshaus gehören die Verlage Corso, Edition Erdmann, Marix Verlag, Waldemar Kramer, Weimarer Verlagsgesellschaft und die Berlin University Press. Jährlich werden etwa 60 Titel veröffentlicht.

## Geschichte
Das Verlagshaus Römerweg wurde als Dach für den 2003 von Lothar Wekel gegründeten Marix Verlag und fünf weitere Verlage gegründet.

## Programm
Die inhaltlichen Schwerpunkte des Marixverlags liegen bei der Sachliteratur zu Themen wie Philosophie, Religion, Geschichte sowie in der Belletristik bei Gegenwartsliteratur und Wiederentdeckungen.
In der Reihe „Marix Literatur“ erscheinen seit Frühjahr 2020 Gegenwartsautoren wie Amy Hempel, Sarah Raich, Sebastian Guhr, Audrée Wilhelmy, Tracey Lindberg und andere.
Besondere Verbreitung fand die in Kooperation mit der Tageszeitung Frankfurter Rundschau gestartete populärwissenschaftliche Buchreihe „marixwissen“. Die Reihe „marixklassiker“ indes widmet sich Werken der Weltliteratur.
Seit 2023 gibt die Übersetzerin Klaudia Ruschkowski bei Marix die Reihe „Perlen“ heraus, die bedeutende Werke großer italienischer Autorinnen des 20. und 21. Jahrhunderts zum ersten Mal ins Deutsche überträgt; darunter Grazia Deledda, Lalla Romano, Goliarda Sapienza, Matilde Serao, Alda Merini und Arianna Cecconi.
Zeitgenössische philosophische Stimmen kommen in der Reihe „Marix Philosophie“ zu Wort; hier insbesondere der norwegische Philosoph Lars Fredrik H. Svendsen, der für den Titel Philosophie der Einsamkeit 2022 mit dem Philosophischen Buchpreis ausgezeichnet wurde.
Das Sujet des Corso Verlags sind literarische Reisen. Besondere Schwerpunkte von Corso liegen u. a. in der mit dem Premio Nazionale ausgezeichneten Pier-Paolo-Pasolini-Edition sowie Texten des italienischen Schriftstellers Edmondo De Amicis. Es umfasst ein Verlagsprogramm, das die Rheinfahrt von Elke Heidenreich als Bestseller hervorgebracht hat wie auch erstmalige Übertragungen literarischer Reiseberichte bedeutender Schriftstellerinnen wie Streifzüge durch Deutschland und Italien von Mary Shelley und Sommer an den Seen von Margaret Fuller. Weitere Autoren bei Corso sind der Filmemacher und frühere Fotograf Georg Stefan Troller, Marko Martin, Christa Hasselhorst, Halldór Guðmundsson, Erik Fosnes Hansen, Etta Scollo und viele weitere.
Die Edition Erdmann veröffentlicht historische Entdeckerliteratur und Reiseberichte. Innerhalb dieser Edition präsentiert die Reihe „Die kühne Reisende“ die Berichte reisender Frauen wie Freya Stark, Maud Parrish, Vita Sackville-West, Kate O’Brien, Vivienne de Watteville, Edith Durham, Alexandra David-Néel, Edith Wharton, Isabella Bird, Isabelle Eberhardt, Ethel Brilliana Tweedie, Frances Calderón de la Barca, Mary Henrietta Kingsley und Gertrude Bell.⁠
Das Programm des 2014 angegliederten Traditionsverlags Waldemar Kramer umfasst Themen der Stadt Frankfurt am Main und dessen Umland und wurde hessenweit weiterentwickelt. Großprojekt ist die in drei Bänden 2018/19 erschienene Geschichte der evangelischen Kirche in Frankfurt von Jürgen Telschow.
Die Weimarer Biografien und die Weimarer Texte bilden zwei wichtige Pfeiler innerhalb der Weimarer Verlagsgesellschaft, das Programm reicht von der Deutschen Klassik über die Bauhauszeit bis ins Heute. Verlegt werden darüber hinaus opulente Bildbände, Monografien und Sachbücher, Lexika und Ausstellungskataloge, so zuletzt Der gefälschte Schiller für das Goethe- und Schiller-Archiv.
Die Berlin University Press wurde von Gottfried Honnefelder gegründet. Zum Programm gehören Autoren wie José Casanova, Udo Di Fabio, Wolfgang Frühwald, Dieter Grimm, Ludger Honnefelder, Norbert Lammert, Klaus-Dieter Lehmann, Wolf Lepenies, Christoph Markschies, Viktor Mayer-Schönberger, Simon Conway Morris, Paul Nolte, Marcia Pally, Andrei Pleșu, Michael Sandel, Boualem Sansal, Wolfgang Schäuble, Werner Spies und Martin Walser.